# Dia de l'Aliyà
El Dia de l'Aliyà (en hebreu: יום העלייה) és un dia festiu nacional israelià, que se celebra anualment el dia 10 del mes hebreu de Nisan, i que també se celebra el dia 7 del mes hebreu de Heixvan, per commemorar els esdeveniments històrics del poble jueu que va arribar a la Terra d'Israel, fet que segons la Bíblia va tenir lloc el dia 10 del mes hebreu de Nisan (en hebreu: יום' ניסן). La festivitat va ser establerta per reconèixer i honrar la immigració a l'estat jueu, (Aliyà), com un valor central de l'Estat d'Israel, i per honorar les contínues contribucions dels olim hadashim, els nous immigrants, a la societat israeliana.